# Campo Ligure
Campo Ligure település Olaszországban, Liguria régióban, Genova megyében. Lakosainak száma 2777 fő (2023. január 1.). Campo Ligure Bosio, Masone, Rossiglione és Tiglieto községekkel határos.

## Népesség
A település népességének változása:
| Lakosok száma | 2951 | 2885 | 2777 |
|               | 2017 | 2018 | 2023 |